# Ghiacciaio Rakuda
Il ghiacciaio Rakuda (in giapponese: ラクダ氷河, Rakuda-hyōga, ossia "ghiacciaio cammello") è un ghiacciaio situato sulla costa del Principe Olav, nella Terra della Regina Maud, in Antartide. Il ghiacciaio, il cui punto più alto si trova a più di 300 m s.l.m., fluisce verso nord fino a giungere sulla costa, dove sfocia in mare poco a est della roccia Rakuda.

## Storia
Il ghiacciaio Rakuda è stato mappato da cartografi giapponesi grazie a fotografie aeree scattate nel corso della spedizione giapponese di ricerca antartica svoltasi tra il 1957 e il 1962, e così battezzato in associazione con la vicina roccia Rakuda, così chiamata in virtù della sua forma gobbuta.